# Symbio Fcell
Symbio, bis 2018 Symbio Fcell, ist ein französisches Unternehmen, das 2010 von Fabio Ferrari, der auch General Manager war, gegründet wurde.
Es bietet Brennstoffzellensysteme („Kits“) zwischen 5 kW (7 PS) bis über 300 kW (408 PS) für Fahrzeuge an. Bekannt wurde es durch die Ausstattung des Renault Kangoo Z.E. H2 mit hybridem Elektro-Wasserstoff-Antrieb im Jahr 2015. Im Juni 2019 sind in Europa annähernd 300 Kangoo Z.E. H2 auf der Straße.
Seit April 2014 hält Michelin Anteile an Symbio und seit Februar 2019 war Symbio eine vollständige Tochterfirma von Michelin, so werden die „Kits“ in einer Michelin-Fabrik (IMECA) zusammengebaut. Im März 2019 hat Michelin angekündigt, gemeinsam mit Faurecia ein Joint Venture für die Brennstoffzellentechnologie zu gründen. Die Aktivitäten von Symbio werden in das Gemeinschaftsunternehmen, das künftig Symbio, a Faurecia Michelin Hydrogen Company heißen soll, übertragen. Im November 2019 verkündeten beiden Unternehmen weitere Details zum Joint Venture: Fabio Ferrari bleibt Geschäftsführer. Co-Geschäftsführer wird der Faurecia-Manager Guillaume Salvo.
Seit Mitte 2023 ist Stellantis zu einem Drittel an Symbio beteiligt, Faurecia und Michelin halten seither ebenfalls je ein Drittel.
Anfang Dezember nahm Symbio  in Saint-Fons ein Brennstoffzellenwerk in Betrieb.

## Weblink
- symbio.one, About Symbio Our Story (zeigt Meilensteine)